# Robert Grünenfelder
Robert Grünenfelder (1940) è un ex sciatore alpino svizzero.

## Biografia
Sciatore polivalente originario di Wangs-Pizol, Robert Grünenfelder debuttò in campo internazionale in occasione del trofeo Arlberg-Kandahar 1958 (Sankt Anton am Arlberg, 7-9 marzo), dove si classificò 52º nella discesa libera, e ai Mondiali di Chamonix 1962, sua unica presenza iridata, si piazzò 17º nella discesa libera, 13º nello slalom gigante e non si qualificò per la finale dello slalom speciale; nel 1963 vinse il primo e il secondo dei tre slalom giganti delle Drei-Gipfel-Rennen (Arosa, 22-24 marzo), imponendosi anche nella classifica generale, e chiuse la sua carriera agonistica in occasione del trofeo Arlberg-Kandahar 1964 (Garmisch-Partenkirchen, 14-16 febbraio). Non prese parte a rassegne olimpiche.

## Palmarès

### Classiche
Drei-Gipfel-Rennen
- - 3 vittorie (generale, slalom gigante/1, slalom gigante/2 ad Arosa 1963)

### Campionati svizzeri
- 5 medaglie:
  - 1 oro (slalom gigante nel 1962[5])
  - 2 argenti (slalom gigante, slalom speciale nel 1963[6])
  - 2 bronzi (combinata nel 1962[5]; combinata nel 1963[6])